# Momentumok módszere
A statisztikában a momentumok módszere a populáció paraméterei becslésének egy módja.
A  módszer első lépése a populációmomentumok (azaz a szóban forgó valószínűségi változó hatványainak várható értékei) kifejezése a vizsgált paraméterek függvényében. Ezeket a kifejezéseket ezután egyenlővé tesszük a mintamomentumokkal. Az így kapott egyenletek száma megegyezik a becsülendő paraméterek számával. Ezeket az egyenleteket ezután megoldjuk a kérdéses paraméterekre. A megoldások ezeknek a paramétereknek a becslései.
A momentumok módszerét Pafnutyij Csebisev vezette be 1887-ben a központi határeloszlástétel bizonyítása során. Az az elképzelés, hogy megfelelő empirikus momentumokat a populációmomentumokkal kell egyenlővé tenni, legalább Pearsonig megy vissza. 

## Módszer
Tegyük fel, hogy a probléma {\displaystyle k} darab ismeretlen paraméter {\displaystyle \theta _{1},\theta _{2},\dots ,\theta _{k}}becslése, amik a {\displaystyle W} valószínűségi változó {\displaystyle f_{W}(w;\theta )} eloszlásfüggvényét parametrizálják. Tegyük fel, hogy az eloszlás első {\displaystyle k}  momentuma felírható a {\displaystyle \theta } paraméterek függvényeként:
{\displaystyle {\begin{aligned}\mu _{1}&\equiv \operatorname {E} [W]=g_{1}(\theta _{1},\theta _{2},\ldots ,\theta _{k}),\\[4pt]\mu _{2}&\equiv \operatorname {E} [W^{2}]=g_{2}(\theta _{1},\theta _{2},\ldots ,\theta _{k}),\\&\,\,\,\vdots \\\mu _{k}&\equiv \operatorname {E} [W^{k}]=g_{k}(\theta _{1},\theta _{2},\ldots ,\theta _{k}).\end{aligned}}}
Vegyünk egy {\displaystyle n} méretű mintát, ami a {\displaystyle w_{1},\dots ,w_{n}} értékeket eredményezi  . A {\displaystyle j=1,\dots ,k} indexekre legyen
{\displaystyle {\widehat {\mu }}_{j}={\frac {1}{n}}\sum _{i=1}^{n}w_{i}^{j}}
a j-edik mintamomentum, ami {\displaystyle \mu _{j}} empirikus becslése. A {\displaystyle \theta _{1},\theta _{2},\ldots ,\theta _{k}}paramétekre adott becsléseink – melyeket rendre a {\displaystyle {\widehat {\theta }}_{1},{\widehat {\theta }}_{2},\dots ,{\widehat {\theta }}_{k}}változók jelölnek – az alábbi egyenletek megoldásaiként vannak definiálva (ha ilyen megoldás létezik): 
{\displaystyle {\begin{aligned}{\widehat {\mu }}_{1}&=g_{1}({\widehat {\theta }}_{1},{\widehat {\theta }}_{2},\ldots ,{\widehat {\theta }}_{k}),\\[4pt]{\widehat {\mu }}_{2}&=g_{2}({\widehat {\theta }}_{1},{\widehat {\theta }}_{2},\ldots ,{\widehat {\theta }}_{k}),\\&\,\,\,\vdots \\{\widehat {\mu }}_{k}&=g_{k}({\widehat {\theta }}_{1},{\widehat {\theta }}_{2},\ldots ,{\widehat {\theta }}_{k}).\end{aligned}}}

## Előnyök és hátrányok
A momentumok módszere meglehetősen egyszerű, és konzisztens becsléseket ad (nagyon gyenge feltételezések mellett), bár ezek a becslések gyakran torzítottak.
A momentumok módszere a maximum likelihood módszer alternatívája.
Egyes esetekben azonban a maximum likelihood módszer által adott egyenletek megoldhatatlanok lehetnek számítógépek nélkül, míg a momentum alapú becslések sokkal gyorsabban és könnyebben kiszámíthatóak. A könnyű kiszámíthatóság miatt a momentum-becslések használhatók a likelihood egyenletek megoldásainak első közelítéseként, majd az egymást követő javított közelítések a Newton–Raphson-módszerrel kereshetők. Ily módon a momentumok módszere segíthet a maximum likelihood becslések megtalálásában.
Egyes esetekben, nagy mintáknál ritkán, de kis mintáknál nem olyan ritkán, a momentumok módszerével adott becslések kívül esnek a paramétertéren (ahogy az alábbi példában látható); ilyenkor nincs értelme rájuk hagyatkozni. Ez a probléma soha nem merül fel a maximum likelihood módszernél. A momentumok módszerével kapott becslések sem feltétlenül elégséges statisztikák, azaz néha nem veszik figyelembe a mintában szereplő összes releváns információt.
Más szerkezeti paraméterek (pl. hasznossági függvény paraméterei, ismert valószínűségi eloszlás paraméterei helyett) becslésekor előfordulhat, hogy nem ismertek megfelelő valószínűségi eloszlások, és a momentum alapú becslések előnyben részesíthetők a maximum likelihood becsléssel szemben.

## Példák
A momentumok módszerének példakénti alkalmazása a polinomiális sűrűségfüggvények becslése. Ebben az esetben egy közelítő {\displaystyle N}-ed fokú polinom az {\displaystyle [a,b]} intervallumon van meghatározva. A momentumok módszere ezután egy egyenletrendszert ad, amelynek megoldása egy Hankel-mátrix invertálásával jár.

### Egyenletes eloszlás
Tekintsük az egyenletes eloszlást a {\displaystyle [a,b]} intervallumon: {\displaystyle U(a,b)} . Ha {\displaystyle W\sim U(a,b)} akkor
{\displaystyle \mu _{1}=\operatorname {E} [W]={\frac {1}{2}}(a+b)}
{\displaystyle \mu _{2}=\operatorname {E} [W^{2}]={\frac {1}{3}}(a^{2}+ab+b^{2})}
Ezen egyenletek megoldása azt adja, hogy
{\displaystyle {\widehat {a}}=\mu _{1}-{\sqrt {3\left(\mu _{2}-\mu _{1}^{2}\right)}}}
{\displaystyle {\widehat {b}}=\mu _{1}+{\sqrt {3\left(\mu _{2}-\mu _{1}^{2}\right)}}}
Ha adott egy {\displaystyle \{w_{i}\}} minta, akkor használhatjuk a mintamomentumokat {\displaystyle {\widehat {\mu }}_{1}}-t és {\displaystyle {\widehat {\mu }}_{2}}-t ezekből a képletekből hogy megbecsüljük {\displaystyle a}-t és {\displaystyle b}-t .
Ne feledjük azonban, hogy ez a módszer bizonyos esetekben inkonzisztens eredményeket adhat. Például ha a minta {\displaystyle \{0,0,0,0,1\}} a becslés a {\displaystyle {\widehat {a}}={\frac {1}{5}}-{\frac {2{\sqrt {3}}}{5}},{\widehat {b}}={\frac {1}{5}}+{\frac {2{\sqrt {3}}}{5}}} eredményt adja annak ellenére, hogy {\displaystyle {\widehat {b}}<1} és így lehetetlen hogy a {\displaystyle \{0,0,0,0,1\}} minta az {\displaystyle U({\widehat {a}},{\widehat {b}})} eloszlásból származzon.

## Fordítás
Ez a szócikk részben vagy egészben  a   Method of moments (statistics) című angol Wikipédia-szócikk ezen változatának fordításán alapul.  Az eredeti cikk szerkesztőit annak laptörténete sorolja fel. Ez a jelzés csupán a megfogalmazás eredetét és a szerzői jogokat jelzi, nem szolgál a cikkben szereplő információk forrásmegjelöléseként.